# Challenger de Indian Wells 2020
El Oracle Challenger Series Indian Wells 2020 fue un torneo de tenis profesional jugado en canchas duras. Se trata de la primera edición del torneo, que es parte de la 	ATP Challenger Tour 2020 para los hombres y WTA 125s de 2020 para las mujeres. Se llevó a cabo en Indian Wells, Estados Unidos, entre el 27 de enero al 2 de febrero de 2020.

## Jugadores participantes del cuadro de individuales
| Favorito | País                      | Jugador               | Rank1 | Posición en el torneo |
| -------- | ------------------------- | --------------------- | ----- | --------------------- |
| 1        | Bandera de Francia        | Ugo Humbert           | 43    | Segunda ronda         |
| 2        | Bandera de Francia        | Lucas Pouille         | 57    | Segunda ronda         |
| 3        | Bandera del Reino Unido   | Cameron Norrie        | 58    | Baja                  |
| 4        | Bandera de Moldavia       | Radu Albot            | 69    | Segunda ronda         |
| 5        | Bandera de Estados Unidos | Steve Johnson         | 73    | CAMPEÓN               |
| 6        | Bandera de Italia         | Jannik Sinner         | 75    | Tercera ronda         |
| 7        | Bandera de Japón          | Yūichi Sugita         | 81    | Segunda ronda         |
| 8        | Bandera de Estados Unidos | Frances Tiafoe        | 82    | Tercera ronda         |
| 9        | Bandera de Francia        | Grégoire Barrère      | 90    | Cuartos de final      |
| 10       | Bandera de Italia         | Salvatore Caruso      | 100   | Tercera ronda         |
| 11       | Bandera de Estados Unidos | Denis Kudla           | 106   | Cuartos de final      |
| 12       | Bandera de Japón          | Taro Daniel           | 110   | Tercera ronda         |
| 13       | Bandera de Rusia          | Yevgueni Donskoi      | 114   | Tercera ronda         |
| 14       | Bandera de Estados Unidos | Marcos Giron          | 115   | Cuartos de final      |
| 15       | Bandera de Australia      | Christopher O'Connell | 116   | Segunda ronda         |
| 16       | Bandera de Alemania       | Peter Gojowczyk       | 117   | Segunda ronda         |

- 1 Se ha tomado en cuenta el ranking del 24 de febrero de 2020.

### Otros participantes
Los siguientes jugadores recibieron una invitación (wild card), por lo tanto ingresan directamente al cuadro principal (WC):
- Brandon Holt
- Govind Nanda
- Keegan Smith
- Radu Albot
- Ugo Humbert

Los siguientes jugadores ingresan al cuadro principal tras disputar el cuadro clasificatorio (Q):
- Gage Brymer
- Sem Verbeek

### Individua femenino
| Tenista            | Ranking | Preclasificada |
| Kateřina Siniaková | 55      | 1              |
| Anna Blinkova      | 59      | 2              |
| Bernarda Pera      | 63      | 3              |
| Taylor Townsend    | 67      | 4              |
| Laura Siegemund    | 68      | 5              |
| Nao Hibino         | 71      | 6              |
| Madison Brengle    | 76      | 7              |
| Zhu Lin            | 77      | 8              |
| Jessica Pegula     | 79      | 9              |
| Patricia Maria Țig | 81      | 10             |
| Mónica Puig        | 84      | 11             |
| Christina McHale   | 86      | 12             |
| Misaki Doi         | 89      | 13             |
| Kristie Ahn        | 93      | 14             |
| Samantha Stosur    | 96      | 15             |
| Varvara Lepchenko  | 101     | 16             |

- Ranking del 24 de febrero de 2020

### Dobles femenino
| Tenista                          | Ranking | Preclasificada |
| Duan Yingying Nao Hibino         | 87      | 1              |
| Makoto Ninomiya Yang Zhaoxuan    | 108     | 2              |
| Samantha Stosur Yanina Wickmayer | 121     | 3              |
| Asia Muhammad Taylor Townsend    | 140     | 4              |

## Campeonas

### Individual Masculino
- Steve Johnson derrotó en la final a  Jack Sock, 6–4, 6–4

### Dobles Masculino
- Denis Kudla /  Thai-Son Kwiatkowski derrotaron en la final a  Sebastian Korda /  Mitchell Krueger, 6–3, 2–6, [10–6]

### Individuales femeninos
Irina-Camelia Begu venció a  Misaki Doi por 6–3, 6–3

### Dobles femenino
Asia Muhammad /  Taylor Townsend vencieron a  Caty McNally /  Jessica Pegula por 6–4, 6–4